# Linha A do Metrô de Santiago
A Linha A do Metrô de Santiago será uma linha construída com tecnologia Veículo Leve sobre Trilhos (VLT) que cortará a cidade no sentido nororiente-suroriente que contará com uma extensão de 6,5 quilómetros, ligando as comunas de Cerro Navia e Pudahuel.
Se interconectará com a futura Linha 7 na futura estação Huelén.
Pretende-se conectar o Aeroporto Internacional Arturo Merino Benítez à rede do Metrô de Santiago.
Sua construção está prevista para começar em 2027 e sua inauguração está prevista para 2032.
O projeto, em quanto a características técnicas, possui semelhança com o já construído Aeromóvel do Aeroporto de Guarulhos, no Brasil, pois contará com via única e incluirá certos pontos estratégicos onde será possível o cruzamento de trens.. A linha, porém, possuirá tarifa mais alta que a do restante da rede (atingindo aproximadamente 3000 pesos), situação que contrasta com o aeromóvel, que será gratuito. 
A cor distintivo é  turquesa.

## História

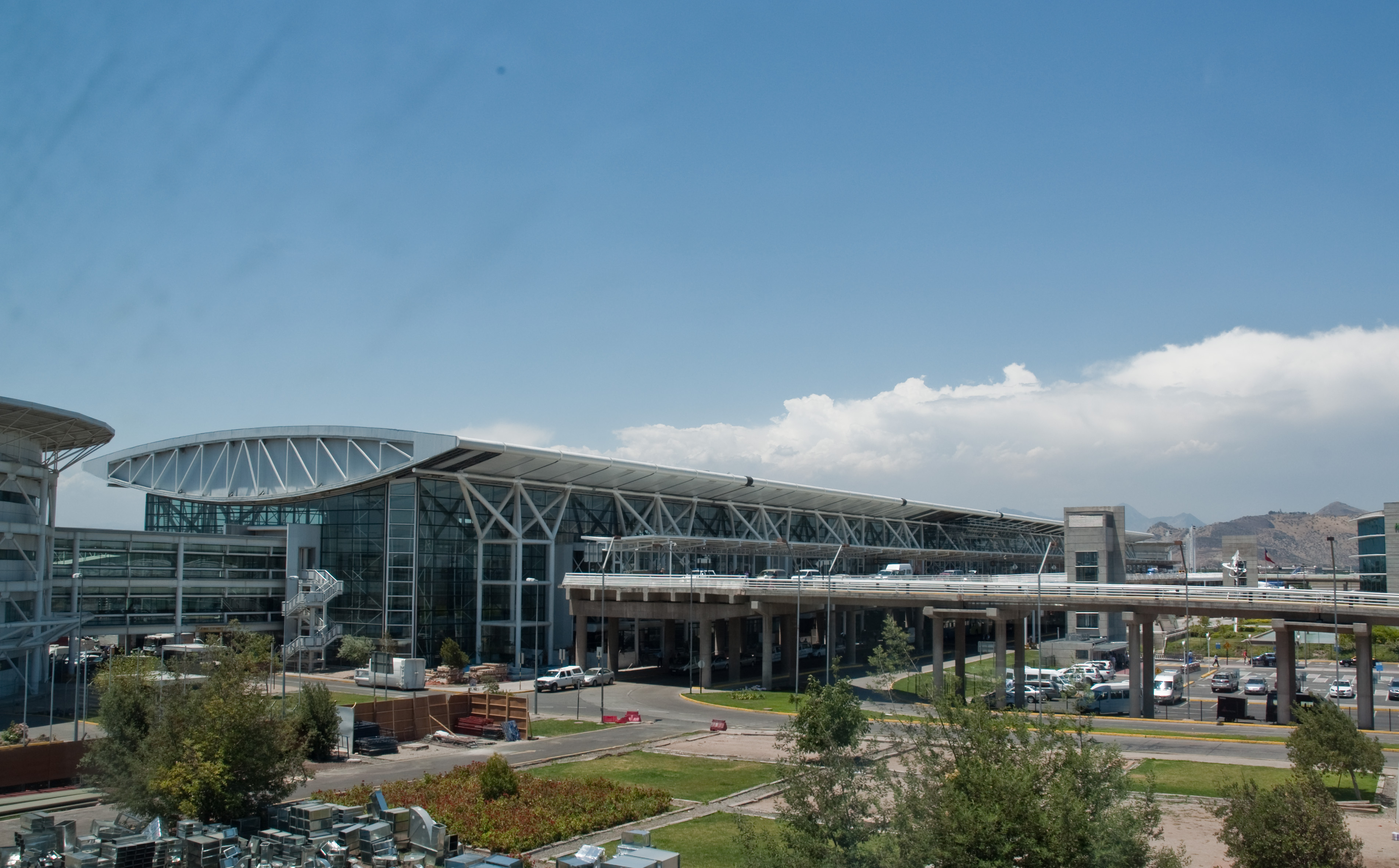
Aeroporto Internacional Arturo Merino Benítez

Em 14 de maio de 2025, o jornal Diario Financiero noticiou que o presidente do Chile, Gabriel Boric, anunciaria nas contas públicas daquele ano o projeto de um trem leve que conectaria a futura Linha 7 com o Aeroporto Internacional Arturo Merino Benítez. Com uma extensão estimada de 6,5 quilômetros, a linha do metrô conectaria o aeroporto à futura estação de metrô Huelén, localizada na Avenida Mapocho Sur, em Cerro Navia, em aproximadamente 7 minutos.
Finalmente, perante o Congresso Nacional do Chile, o presidente Boric anunciou em 1º de junho de 2025, a construção da Linha A, que seria uma linha de trem leve conectando o principal aeroporto do país e a estação Huelén da Linha 7. O Ministro dos Transportes e Telecomunicações, Juan Carlos Muñoz, observou que a tarifa da Linha A será mais alta do que a do restante da rede de metrô (chegando a aproximadamente 3.000 pesos chilenos), o investimento total será de aproximadamente US$ 365 milhões e a previsão é de que esteja operacional até 2032, transportando cerca de 9,5 milhões de passageiros por ano.

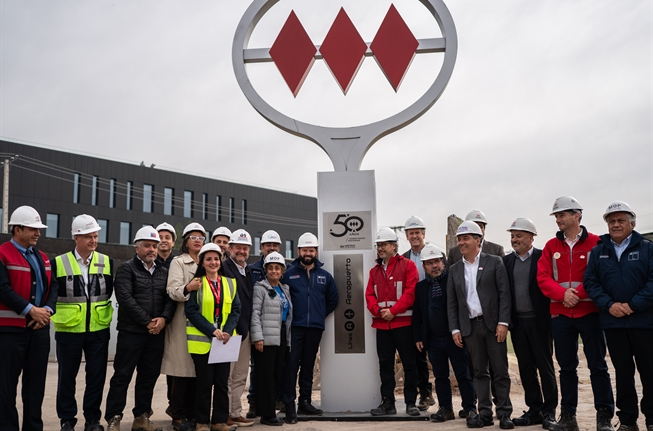
Apresentação da Linha A do Metrô no município de Cerro Navia com a presença do presidente Gabriel Boric (centro) em 2 de junho de 2025

Em 2 de junho, o Presidente Boric visitou o município de Cerro Navia, onde ele e outras autoridades forneceram mais detalhes sobre a futura Linha A. Ele informou que a linha terá 6,5 quilómetros de extensão e cruzará as rodovias Costanera Norte e Vespucio Norte. Terá duas estações, uma em cada município, com portas de plataforma com tela e acessibilidade para deficientes. Também atenderá aos padrões dos vagões que operam atualmente nas Linhas 3 e 6, com operação automática de trens, ar-condicionado e câmeras de segurança a bordo.

## Estações
| Estação                                        | Abertura  | Acesso à deficiente físico | Endereço                                      | Comuna      | Combinação | Status          |
| ---------------------------------------------- | --------- | -------------------------- | --------------------------------------------- | ----------- | ---------- | --------------- |
| Huelén                                         | est. 2032 | Acesso à deficiente físico | Av. Mapocho Sur com Huelén                    | Cerro Navia |            | Em planejamento |
| Aeropuerto Internacional Arturo Merino Benítez | est. 2032 | Acesso à deficiente físico | Aeroporto Internacional Arturo Merino Benítez | Pudahuel    |            | Em planejamento |